# Siofa Banua (Tuhemberua)
Siofa Banua is een bestuurslaag in het regentschap Noord-Nias van de provincie Noord-Sumatra, Indonesië. Siofa Banua telt 1835 inwoners (volkstelling 2010).